# Uwe Potteck
Uwe Potteck, född 1 maj 1955 i Wittenberge, är en före detta östtysk sportskytt.
Potteck blev olympisk guldmedaljör i fripistol vid sommarspelen 1976 i Montréal.